# PC-cillin
PC Seguro é um programa antivírus concebido pela TrendMicro.
Sua versão 2006 já contava com anti-spyware, anti-spam e firewall. No entanto, em uma avaliação daquele ano entre os dez maiores antivírus comerciais em atividade, o programa obteve apenas a nona colocação, tendo um desempenho fraco em zôo e heurística. Por outro lado, possuía tempos de resposta a ataques considerados velozes e interface com o usuário foi considerada fantástica pela revista PC World.
As versões suportadas em Julho de 2009, pela F-Secure eram:  PC Seguro Simples, PC Seguro Necessária, PC Seguro Completa.
As versões do PC Seguro Simples contêm apenas o antivírus, enquanto que o PC Seguro Internet Security fornece mais segurança para além do antivírus, como firewall, e protecção anti-spam.
No site da empresa é possível também fazer um rastreamento gratuito do sistema em busca de vírus, worms, trojans, spywares, etc.
De acordo com a análise comparativa do NSS Lab de produtos de software para este mercado em 2014, a Trend Micro Internet Security foi mais rápida em responder a novas ameaças à Internet. Além da proteção antimalware e da ameaça da web, a versão premium deste software inclui compatibilidade para PCs, Macs, Android ou dispositivos móveis iOS; controles parentais; prevenção de roubo de identidade; um scanner de privacidade para os principais sites de redes sociais; e 25 GB de armazenamento em nuvem.
Os recursos do Trend Micro Internet Security 2015 incluíam: Antivírus, Antispyware,  Antispam, Escopo de segurança por e-mail, Firewall, Autenticação do site, Proteção de rede doméstica, Controle parental e filtragem.